# 田城飛翔
田城 飛翔（たしろ つばさ、1999年3月19日 - ）は、神奈川県平塚市出身（寒川町生まれ）の元プロ野球選手（外野手・育成選手）。右投左打。

## 経歴

### プロ入り前
平塚市立岡崎小学校3年生の時に、「岡崎メイツ」に入団し野球を始め、平塚市立大住中学校では父親が監督を務める二宮大磯シニアで捕手としてプレーする。
高校は青森県の八戸学院光星高等学校に進学。2年生の春からベンチ入りし、3年生春には、第88回選抜高等学校野球大会に3番ライトで出場する。1回戦の開星高校戦に勝利するが、2回戦で龍谷大平安高校に2安打を放つも敗退する。 3年生の夏の第98回全国高等学校野球選手権大会において、青森県代表として出場を果たし、1回戦の市立尼崎高校戦では6回に同点に追いつくソロホームランを、2点リードを追いつかれた延長10回には、決勝打となるタイムリーヒットを放つなど活躍した。2回戦の東邦高校戦では、9回裏に4点リードを逆転され、敗退する。
2016年10月20日に行われたプロ野球ドラフト会議にて、福岡ソフトバンクホークスから育成選手3巡目指名され、同年11月8日、八戸市内のホテルにおいて入団交渉を行い、支度金300万円、年俸300万円(金額は推定)で契約合意に達し、同月22日に福岡市内のホテルで入団発表会見が行われた。
背番号は135。

### プロ入り後

#### ソフトバンク時代
2017年、三軍戦において74試合に出場し、打率.262、1本塁打、17打点、9盗塁の成績を残し、7月19日に行われた、ウエスタン・リーグ・対オリックス・バファローズ戦において、二軍公式戦初出場・初安打を記録する。二軍戦では、主に守備や代走として12試合に出場した。
2018年、二軍公式戦では出場機会は得られず、三軍戦で85試合に出場し、打率.281、17打点を記録する。シーズンオフの11月25日から開催された2018年アジアウインターベースボールリーグにおいて、NPBウエスタン選抜に選出された。
2019年、3月・4月は二軍公式戦25試合で打率.359、9打点、4盗塁、得点圏打率.381をマークし『スカパー!ファーム月間MVP賞』の3・4月度の受賞選手に選ばれた。二軍公式戦には112試合出場し、石川駿に次ぐウエスタン・リーグ2位の打率.307をマーク、またリーグ最多安打となる108安打を記録した。一部メディアでは支配下登録への昇格を有力視されたが、2020年シーズンも育成選手として再契約を結んだ。
2020年、二軍公式戦において37試合の出場で打率.200と前年を下回る。三軍戦においては、46試合に出場し、打率.265、1本塁打、12打点を記録する。 シーズン終了後、球団から育成選手としての契約更新を打診されたが、他球団での支配下契約を目指して12球団合同トライアウトを受けるため、11月18日、自由契約を選択したことが発表された。

#### オリックス時代
2020年12月7日開催のトライアウトではシート打撃で4打数1安打の成績だった。トライアウト後にはクラブチームからのオファーがあったのちに、オリックス・バファローズから育成選手としてのオファーが届き、オリックスへの入団を決意。同月18日にオリックスが獲得を発表した。背番号は127。田城の目標だった支配下での契約とはならなかったが、「（支配下の）可能性があるから取ってくれる」と入団を決意したもので、これらの様子はドキュメンタリー番組『プロ野球戦力外通告』（TBS）で取り扱われた。
2021年の春季キャンプは、育成選手では唯一のA組スタートとなった。二軍公式戦71試合に出場し、打率.243の成績だった。みやざきフェニックス・リーグに参加し、打撃好調であったが、10月29日、球団から来季の契約を結ばない旨を通告された。

### プロ退団後
現役続行を希望していたが、NPB球団との契約には至らなかった。オリックスの球団職員によって野球を続けられる職場を斡旋され、3月から商社へ就職することが決まり、同社の軟式野球部で野球を続ける予定。

## 選手としての特徴
- バットコントロールに優れ、ミートポイントが広く広角に安打を放つアベレージヒッター。身体能力が高く、積極的な打撃と走塁が持ち味[29]。

## 詳細情報

### 年度別打撃成績
- 一軍公式戦出場なし

### 背番号
- 135（2017年 - 2020年）
- 127（2021年）

### 登場曲
- 「Just Girly Things」Dawin（2019年）
- 「69」ONE OK ROCK（2019年）
- 「As Long As You Love Me ft. Big Sean」Justin Bieber （2020年 - ）
- 「Con Calma」Daddy Yankee & Snow （2020年 - ）

### 代表歴
- 2018アジアウインターベースボールリーグ：NPBウエスタン選抜[15]